# Ratusz w Lubsku
Ratusz w Lubsku - budowla renesansowa wzniesiona w latach 1580-1582, przebudowana w XIX i XX wieku. Obecnie jest siedzibą władz Lubska.

## Historia
Pierwsza siedziba władz miejskich w Lubsku istniała już w roku 1456. Budynek ten spłonął w roku 1496. Obecny ratusz został wzniesiony w latach 1580–1582 według projektu Antonio Albertiego. W latach 1597, 1606 i 1615 budynek był niszczony w pożarach a następnie remontowany, co jednak nie zmieniło jego pierwotnej formy. W XIX wieku dokonano przeróbek wnętrz i fasady w stylu neobarokowym. Podczas remontu w latach sześćdziesiątych XX wieku przywrócono pierwotną renesansową formę ratusza, ostatnią renowację budynku przeprowadzono w roku 2009.

Decyzją wojewódzkiego konserwatora zabytków z dnia 2 maja 1961 roku ratusz został wpisany do rejestru zabytków.

## Architektura
Ratusz w Lubsku jest renesansowym, dwukondygnacyjnym budynkiem wzniesionym na planie prostokąta i umiejscowionym we wschodniej części rynku. Budowla nakryta jest wysokim dachem dwuspadowym z oknami typu wole oko. Elewacje ścian szczytowych są podzielone gzymsami, krawędzie są zdobione miękkimi liniami wolut. W środkach dłuższych elewacji o ośmiu osiach widnieją duże mansardy, o zdobieniach nawiązujących stylistycznie do szczytów budynku. Główny portal ujęty jest boniowanym obramowaniem, ponad którym jest kartusz z herbem miasta. Wewnątrz zachowały się renesansowe drzwi z 1582 roku, oraz sale ze sklepieniami kolebkowymi i krzyżowymi.

Obecnie ratusz jest siedzibą władz samorządowych i administracyjnych Lubska.